# Équipe du Pérou de football à la Coupe du monde 1930
Invitée à la 1re édition de la Coupe du monde de football, l'équipe du Pérou est éliminée dès le premier tour.

## Préparation de l’événement
Embauché par la FPF comme sélectionneur, l'Espagnol Francisco Bru arrive au Pérou deux mois avant le voyage en Uruguay. Le 25 juin 1930, la délégation péruvienne s'embarque vers le port de Valparaíso au Chili à bord du vapeur Orcoma. Arrivés à destination, les Péruviens traversent la Cordillère des Andes en train jusqu'à Buenos Aires puis rejoignent Montevideo en bateau. Le voyage dure onze jours.

## Effectif
| Nom                | Nom                    | Club                               | Date de naissance et âge*  | J.              | Buts            |                 |                 |                 |
| Gardiens de but    | Gardiens de but        | Gardiens de but                    | Gardiens de but            | Gardiens de but | Gardiens de but | Gardiens de but | Gardiens de but | Gardiens de but |
| ------------------ | ---------------------- | ---------------------------------- | -------------------------- | --------------- | --------------- | --------------- | --------------- | --------------- |
| -                  | Jorge Pardón           | Sporting Tabaco                    | 19 décembre 1909 (20 ans)  | 1               | 0               | 0               | 0               | 0               |
| -                  | Juan Valdivieso        | Alianza Lima                       | 6 mai 1910 (20 ans)        | 1               | 0               | 0               | 0               | 0               |
| Défenseurs         |                        |                                    |                            |                 |                 |                 |                 |                 |
| -                  | Mario de las Casas     | Lawn Tennis                        | 31 janvier 1901 (29 ans)   | 2               | 0               | 0               | 0               | 0               |
| -                  | Arturo Fernández       | Federación Universitaria           | 10 avril 1910 (20 ans)     | 0               | 0               | 0               | 0               | 0               |
| -                  | Antonio Maquilón       | Sportivo Tarapacá Ferrocarril (es) | 29 novembre 1902 (27 ans)  | 1               | 0               | 0               | 0               | 0               |
| -                  | Alberto Soria          | Alianza Lima                       | 10 mars 1906 (24 ans)      | 1               | 0               | 0               | 0               | 0               |
| Milieux de terrain |                        |                                    |                            |                 |                 |                 |                 |                 |
| -                  | Eduardo Astengo        | Federación Universitaria           | 26 juin 1909 (21 ans)      | 1               | 0               | 0               | 0               | 0               |
| -                  | Alberto Denegri        | Federación Universitaria           | 7 août 1906 (23 ans)       | 2               | 0               | 0               | 0               | 0               |
| -                  | Plácido Galindo        | Federación Universitaria           | 9 mars 1906 (24 ans)       | 1               | 0               | 0               | 0               | 1               |
| -                  | Domingo García         | Alianza Lima                       | 1904 (?)                   | 1               | 0               | 0               | 0               | 0               |
| -                  | Julio Quintana         | Alianza Lima                       | 13 juillet 1904 (26 ans)   | 0               | 0               | 0               | 0               | 0               |
| -                  | Juan Alfonso Valle     | Circolo Sportivo Italiano          | 1905 (?)                   | 0               | 0               | 0               | 0               | 0               |
| Attaquants         |                        |                                    |                            |                 |                 |                 |                 |                 |
| -                  | Carlos Cillóniz        | Federación Universitaria           | 1er juillet 1910 (20 ans)  | 0               | 0               | 0               | 0               | 0               |
| -                  | Jorge Góngora          | Federación Universitaria           | 12 octobre 1906 (23 ans)   | 0               | 0               | 0               | 0               | 0               |
| -                  | José María Lavalle     | Alianza Lima                       | 5 juin 1911 (19 ans)       | 2               | 0               | 0               | 0               | 0               |
| -                  | Julio Lores            | Ciclista Lima                      | 15 septembre 1908 (21 ans) | 2               | 0               | 0               | 0               | 0               |
| -                  | Demetrio Neyra         | Alianza Lima                       | 15 décembre 1908 (21 ans)  | 2               | 0               | 0               | 0               | 0               |
| -                  | Lizardo Rodríguez Nue  | Sport Progreso (en)                | 30 août 1910 (19 ans)      | 0               | 0               | 0               | 0               | 0               |
| -                  | Pablo Pacheco          | Federación Universitaria           | 23 mai 1908 (22 ans)       | 0               | 0               | 0               | 0               | 0               |
| -                  | Jorge Sarmiento        | Alianza Lima                       | 2 novembre 1900 (29 ans)   | 0               | 0               | 0               | 0               | 0               |
| -                  | Luis de Souza Ferreira | Federación Universitaria           | 30 juin 1904 (26 ans)      | 2               | 1               | 0               | 0               | 0               |
| -                  | Alejandro Villanueva   | Alianza Lima                       | 4 juin 1908 (22 ans)       | 2               | 0               | 0               | 0               | 0               |
| Sélectionneur      |                        |                                    |                            |                 |                 |                 |                 |                 |
|                    | Francisco Bru          |                                    | 12 avril 1885 (45 ans)     |                 |                 |                 |                 |                 |

- NB : Les âges sont calculés au début de la Coupe du monde, le 13 juillet 1930.

## Compétition

### Premier tour
Le 14 juillet 1930, pour son premier match de Coupe du monde, le Pérou est opposé à la Roumanie. Au cours de cette rencontre, le milieu de terrain péruvien Plácido Galindo devient le premier expulsé de l’histoire du Mondial,. Selon certaines sources, c'est aussi le match avec la plus faible affluence de l'histoire de la compétition (moins de 300 spectateurs contre 2 549 selon le rapport de la FIFA). 

#### Roumanie-Pérou
| 14 juillet 1930                     | Roumanie                                                                                                | 3 – 1   | Pérou | Estadio Pocitos (Montevideo)                    |                                                 |
| 14 h 50 · Historique des rencontres | Deșu 2e · Barbu 79e · Stanciu 89e                                                                       | (1 - 0) | 75e Souza Ferreira | Spectateurs : 2 549 Arbitrage : Alberto Warnken | Spectateurs : 2 549 Arbitrage : Alberto Warnken |
| 14 h 50 · Historique des rencontres | Rapport                                                                                                 |         | | Spectateurs : 2 549 Arbitrage : Alberto Warnken | Spectateurs : 2 549 Arbitrage : Alberto Warnken |
| 14 h 50 · Historique des rencontres | Lăpușneanu - Bürger, A. Steiner - Eisenbeisser, Vogl, Raffinsky - Kovacs, Deșu, Wetzer , Stanciu, Barbu | Équipes | Valdivieso - de las Casas, Soria - Denegri, Galindo ( 56e), García - Lavalle, Lores, Villanueva, Neyra, Souza Ferreira | Spectateurs : 2 549 Arbitrage : Alberto Warnken | Spectateurs : 2 549 Arbitrage : Alberto Warnken |

#### Uruguay-Pérou
| 18 juillet 1930                     | Uruguay                                                                                               | 1 – 0   | Pérou | Stade Centenario (Montevideo)                  |                                                |
| 14 h 30 · Historique des rencontres | Castro 65e                                                                                            | (0 - 0) | | Spectateurs : 57 735 Arbitrage : John Langenus | Spectateurs : 57 735 Arbitrage : John Langenus |
| 14 h 30 · Historique des rencontres | Rapport                                                                                               |         | | Spectateurs : 57 735 Arbitrage : John Langenus | Spectateurs : 57 735 Arbitrage : John Langenus |
| 14 h 30 · Historique des rencontres | Ballestero - Tejera, Nasazzi - Andrade, Fernández, Gestido - Urdinarán, Castro, Petrone, Cea, Iriarte | Équipes | Pardón - de las Casas, Maquilón - Denegri, Galindo, Astengo - Lavalle, Lores, Villanueva, Neyra, Souza Ferreira | Spectateurs : 57 735 Arbitrage : John Langenus | Spectateurs : 57 735 Arbitrage : John Langenus |

#### Classement
| Rang | Équipe   | Pts | J | G | N | P | Bp | Bc | Diff |  | Résultats (▼ dom., ► ext.) |  |     |     |
| ---- | -------- | --- | - | - | - | - | -- | -- | ---- |  | -------------------------- |  | --- | --- |
| 1    | Uruguay  | 4   | 2 | 2 | 0 | 0 | 5  | 0  | +5   |  | Uruguay                    |  | 4-0 | 1-0 |
| 2    | Roumanie | 2   | 2 | 1 | 0 | 1 | 3  | 5  | -2   |  | Roumanie                   |  |     | 3-1 |
| 3    | Pérou    | 0   | 2 | 0 | 0 | 2 | 1  | 4  | -3   |  | Pérou                      |  |     |     |